# Oneirodes
Oneirodes är ett släkte av fiskar. Oneirodes ingår i familjen Oneirodidae.

## Dottertaxa tillOneirodes, i alfabetisk ordning[1]
- Oneirodes acanthias
- Oneirodes alius
- Oneirodes anisacanthus
- Oneirodes appendixus
- Oneirodes basili
- Oneirodes bradburyae
- Oneirodes bulbosus
- Oneirodes carlsbergi
- Oneirodes clarkei
- Oneirodes cristatus
- Oneirodes dicromischus
- Oneirodes epithales
- Oneirodes eschrichtii
- Oneirodes flagellifer
- Oneirodes haplonema
- Oneirodes heteronema
- Oneirodes kreffti
- Oneirodes luetkeni
- Oneirodes macronema
- Oneirodes macrosteus
- Oneirodes melanocauda
- Oneirodes micronema
- Oneirodes mirus
- Oneirodes myrionemus
- Oneirodes notius
- Oneirodes pietschi
- Oneirodes plagionema
- Oneirodes posti
- Oneirodes pterurus
- Oneirodes rosenblatti
- Oneirodes sabex
- Oneirodes schistonema
- Oneirodes schmidti
- Oneirodes theodoritissieri
- Oneirodes thompsoni
- Oneirodes thysanema
- Oneirodes whitleyi